# Една Паркер
Една Рут Паркер (енгл. Edna Ruth Parker; Округ Шелби, 20. април 1893 — Шелбивил, 26. новембар 2008) била је америчка суперстогодишњакиња која је према гинисовој књизи рекорда носила титулу најстарије живе особе на свету у периоду од 13. августа 2007. до 26. новембра 2008. године.

## Биографија
Една Паркер рођена је у округу Шелби, Индијана, Сједињене Америчке Државе, 20. априла 1893. године. Похађала је средњу школу, а затим часове на Френклин колеџу да би стекла сертификат о подучавању. Касније је предавала у двособној школи у Смитленду, две године, све док се није удала за свог комшију, Ерла Паркера, 12. априла 1913. године. Ерл је преминуо 23. фебруара 1939. године. Имали су два сина, Клифорда (1913—1998) и Ерла млађег (1919—1985).
Живела је сама до 100. године, када се, још увек веома доброг здравља, преселила код једног од својих синова, одакле се касније преселила у старачки дом.
Уживала је у читању и рецитовању поезије, а сваки дан је читала новине. Године 2007. добила је писмо од председника Џорџа Буша.
14. фебруара 2007. године, након смрти 113-годишње Корин Диксон Тејлор из Вашингтона, постала је најстарија жива особа у Сједињеним Америчким Државама.
13. августа 2007. године, након смрти 114-годишње Јоне Минагаве из Јапана, постала је најстарија жива особа на свету.
Една Паркер преминула је у Шелбивилу, Индијана, Сједињене Америчке Државе, 26. новембра 2008. године, у доби од 115 година и 220 дана. Након њене смрти, тада 115-годишња Марија де Жезус дос Сантос из Португалије, преузела је титулу најстарије живе особе на свету.